# Pédophagie
Dans le domaine restreint de la zoologie, les pédophages  sont les animaux, essentiellement des poissons, qui se nourrissent (en général presque exclusivement) des œufs ou/et des alevins d'autres poissons.

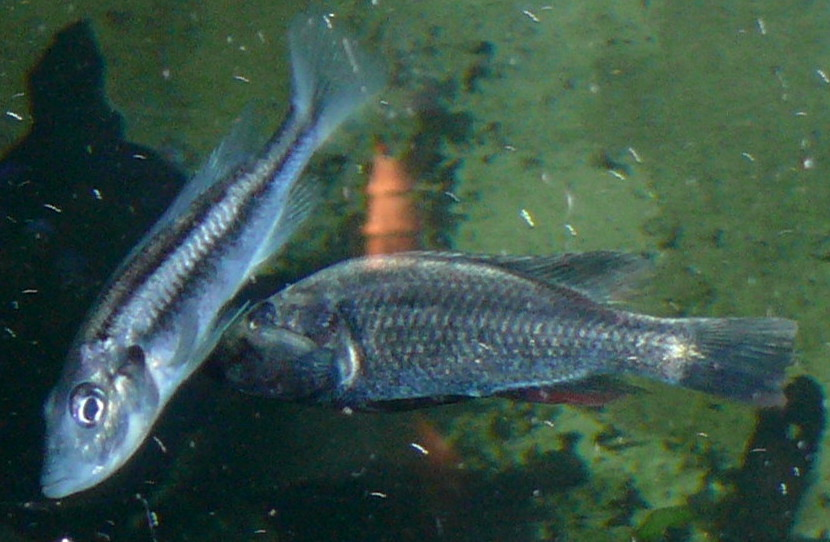
Haplochromis thereuterion est un poisson à tendance pédophage

Mais il existe parfois dans la nature des cas où des animaux parents dévorent une partie de leur descendance. Il s'agit dans ces cas de pédophagie, de cannibalisme parental ou filial.  Il peut se développer anormalement lors de manipulation en laboratoire, mais il se trouve naturellement dans la nature (œufs trophiques, réponse au surpeuplement, maladies, malformations...).
Quelques exemples de cannibalisme parental :
- Chez la plupart des rongeurs, après avoir mis bas, la femelle mange le cordon ombilical jusqu'au nombril de son petit et continue à dévorer celui-ci s'il ne réagit pas quand elle commence à le mordre. Cela permet l'élimination des petits trop faibles et permet à la mère de retrouver ses forces.
- En cas de disette pouvant provoquer la mort de la ruche, les abeilles sont amenées à dévorer les larves et les nymphes.
- La truite ou encore le brochet dévorent une partie des alevins.

Dans le cas de l'élevage intensif du porc, un comportement anormal de cannibalisme parental peut advenir.

## Dans la mythologie
La légende de Cronos est la figure exemplaire du dieu pédophage.